# Real Life Song
Real Life Song (stylizowane „real life song”) – debiutancki album polskiej sopranistki Joanny Freszel, wydany 23 grudnia 2015 przez Dux (numer katalogowy – DUX 1239). Płyta prezentuje kompozycje muzyki współczesnej ośmiu polskich kompozytorów młodego pokolenia, powstałe częściowo z myślą o Joannie Freszel. Wszystkie utwory na płycie mają tu swoją światową premierę. Początkiem promocji albumu zaplanowano koncert w Teatrze Studio w Pałacu Kultury i Nauki w Warszawie 11 stycznia 2016. Płyta uzyskała 2 nominacje do nagrody Fryderyk 2016 w kategoriach „Album Roku – Muzyka Współczesna” i „Najwybitniejsze Nagranie Muzyki Polskiej.

## Lista utworów
| 1.  | Nokturn (1997)                                                                | 11:15   |
|     | muz. Miłosz Bembinow, sł. z „Psalmów” nr 41, 52, 55 oraz „Epodos II” Horacego |         |
| 2.  | Porcelanowa lalka (2015)                                                      | 12:09   |
|     | muz. Andrzej Borzym jr, sł. Maja Baczyńska                                    |         |
| 3.  | Zimnych krajów kołysanki (2015)                                               | 6:15    |
|     | muz. Katarzyna Szwed, sł. Katarzyna Szwed                                     |         |
| 4.  | 5 Pieśni Zdradzonej – Calmness (2015)                                         | 2:50    |
|     | muz. Rafał Janiak, sł. Mariusz Jagiełło                                       |         |
| 5.  | 5 Pieśni Zdradzonej – Anger (2015)                                            | 1:09    |
|     | muz. Rafał Janiak, sł. Mariusz Jagiełło                                       |         |
| 6.  | 5 Pieśni Zdradzonej – Fear (2015)                                             | 3:13    |
|     | muz. Rafał Janiak, sł. Mariusz Jagiełło                                       |         |
| 7.  | 5 Pieśni Zdradzonej – Jealousy (2015)                                         | 1:24    |
|     | muz. Rafał Janiak, sł. Mariusz Jagiełło                                       |         |
| 8.  | 5 Pieśni Zdradzonej – Trust (2015)                                            | 6:17    |
|     | muz. Rafał Janiak, sł. Mariusz Jagiełło                                       |         |
| 9.  | Slykialan eavvat (2013)                                                       | 8:17    |
|     | muz. Aleksander Kościów, sł. Aleksander Kościów                               |         |
| 10. | Nasha Shkhapa – The Cat (2009)                                                | 1:08    |
|     | muz. Sławomir Zamuszko, sł. Ogden Nash                                        |         |
| 11. | Nasha Shkhapa – The Rhinoceros (2009)                                         | 1:12    |
|     | muz. Sławomir Zamuszko, sł. Ogden Nash                                        |         |
| 12. | Nasha Shkhapa – The Poultry (2009)                                            | 0:44    |
|     | muz. Sławomir Zamuszko, sł. Ogden Nash                                        |         |
| 13. | Nasha Shkhapa – The Cow (2009)                                                | 1:26    |
|     | muz. Sławomir Zamuszko, sł. Ogden Nash                                        |         |
| 14. | Nasha Shkhapa – The Pig (2009)                                                | 1:16    |
|     | muz. Sławomir Zamuszko, sł. Ogden Nash                                        |         |
| 15. | Nasha Shkhapa – The Viper (2009)                                              | 0:57    |
|     | muz. Sławomir Zamuszko, sł. Hilaire Belloc                                    |         |
| 16. | No właśnie co (2012)                                                          | 10:53   |
|     | muz. Agata Zubel, sł. Samuel Beckett                                          |         |
| 17. | real life song (2014/2015)                                                    | 5:04    |
|     | muz. Jagoda Szmytka, sł. Jagoda Szmytka                                       |         |
|     |                                                                               | 1:15:29 |
|     |                                                                               |         |

## Wykonawcy
- Joanna Freszel – sopran
- Andrzej Borzym jr (nr 2) – dyrygent
- Zuzanna Elster – harfa
- Krzysztof Garstka – klawesyn
- Katarzyna Grygiel – altówka
- Maksymilian Grzesiak – skrzypce
- Agata Igras-Sawicka – flet
- Rafał Janiak (nr 4-8) – dyrygent
- Jan Kalinowski – wiolonczela
- Marta Kluczyńska (nr 16,17) – dyrygent
- Andrzej Kopeć – warstwa elektroakustyczna
- Łukasz Piotrowski – instrumenty perkusyjne
- Dominik Płociński – wiolonczela
- Jarosław Praszczałek (nr 1,3) – dyrygent
- Mariusz Rutkowski – fortepian
- Sekstet muzyki współczesnej proMODERN
- Marek Szlezer – fortepian
- Kamila Wąsik-Janiak – skrzypce
- Piotr Zawadzki – klarnety

Źródło: dux.pl.